# أسرار سويسرا
أسرار سويسرا هي تسريبات حدثت في فبراير 2022 لتفاصيل أكثر من 100 مليار فرنك سويسري (108.5 مليار دولار أمريكي ، 95.5 مليار يورو أو 80 مليار جنيه إسترليني) مملوكة لأكثر من 30 ألف عميل في بنك كريدي سويس. وهي أكبر تسريب يحدث من بنك سويسري.

## أبرز الأسماء التي ذكرت في التسريب
- عبد الله الثاني بن الحسين ورانيا العبد الله.[2]
- بافلو لازارينكو، رئيس وزراء أوكرانيا السابق.[3]
- فرديناند ماركوس، رئيس الفلبين السابق.[3]
- إيميلدا ماركوس زوجة فرديناند ماركوس.[3]
- جمال مبارك وعلاء مبارك أولاد حسني مبارك الرئيس السابق لمصر.[4]
- خالد نزار، وزير دفاع سابق في الجزائر.[3]
- أختر عبد الرحمن رئيس سابق للجنة الأركان المشتركة للقوات المسلحة الباكستانية.[5]
- حسين سالم رجل أعمال مصري.[3]
- عمر سليمان رئيس سابق للمخابرات المصرية.[3]